# Sante Ranucci
Sante Ranucci (ur. 31 października 1933 w Montefiascone, zm. 20 maja 2023 w Scandicci) – włoski kolarz szosowy, złoty medalista szosowych mistrzostw świata.

## Kariera
Największy sukces w karierze Sante Ranucci osiągnął w 1955 roku, kiedy zdobył złoty medal w wyścigu ze startu wspólnego amatorów podczas szosowych mistrzostw świata we Frascati. W zawodach tych wyprzedził bezpośrednio dwóch swoich rodaków: Lino Grassiego i Dino Bruniego. Był to jednak jedyny medal wywalczony przez Ranucciiego na międzynarodowej imprezie tej rangi. Ponadto wygrał między innymi Coppa Bologna i Coppa Città del Marmo w tym samym roku, w 1956 roku był drugi w La Flèche Wallonne, a dwa lata później zajął drugie miejsce w Giro del Lazio. Dwukrotnie startował w Giro d'Italia, najlepszy wynik osiągając w 1958 roku, kiedy zajął dwunaste miejsce w klasyfikacji generalnej. Nigdy nie wystąpił na igrzyskach olimpijskich. Jako zawodowiec startował w latach 1956–1964.

## Najważniejsze zwycięstwa i sukcesy
- 1955
  - mistrzostwo świata amatorów w wyścigu ze startu wspólnego
- 1956
  - 2. La Flèche Wallonne
- 1958
  - 2. Giro del Lazio